# William Albert Atkinson
Pour les articles homonymes, voir William Atkinson et Atkinson.
William Albert Atkinson (18 mai 1876-29 avril 1948) est un homme politique canadien de l'Alberta. Il est député provincial conservateur de la circonscription albertaine d'Edmonton (en) de 1930 à 1935.